# Apanteles cuspidalis
Apanteles cuspidalis är en stekelart som beskrevs av De Saeger 1944. Apanteles cuspidalis ingår i släktet Apanteles och familjen bracksteklar. Inga underarter finns listade i Catalogue of Life.